# Buttonwillow
Buttonwillow es un lugar designado por el censo ubicado en el condado de Kern en el estado estadounidense de California. En el año 2000 tenía una población de 1.266 habitantes y una densidad poblacional de 70.3 personas por km².

## Geografía
Buttonwillow se encuentra ubicado en las coordenadas 35°24′02″N 119°28′10″O / 35.40056, -119.46944. Según la Oficina del Censo, la ciudad tiene un área total de 18 km² (6,9 mi²), de la cual 18 km² (6,9 mi²) es tierra y 0 km² (0 mi²) 0.00% es agua.

## Demografía
Los ingresos medios por hogar en la localidad eran de $28,370, y los ingresos medios por familia eran $29,716. Los hombres tenían unos ingresos medios de $19,514 frente a los $16,974 para las mujeres. La renta per cápita para la localidad era de $9,424. Alrededor del 28.7% de la población estaban por debajo del umbral de pobreza.